# Тихоокеанський дивізіон НХЛ
Тихоокеанський дивізіон Національної хокейної ліги був сформований у 1993 році у складі Західної Конференції. Попередником Тихоокеанського дивізіону був дивізіон Смайт.

## Команди
- Анагайм Дакс
- Ванкувер Канакс
- Вегас Голден Найтс
- Едмонтон Ойлерз
- Калгарі Флеймс
- Лос-Анджелес Кінгс
- Сан-Хосе Шаркс
- Сіетл Кракен

## Зміни структури дивізіону

### 1993—1995
- Майті Дакс оф Анагайм
- Ванкувер Канакс
- Калгарі Флеймс
- Лос-Анджелес Кінгс
- Сан-Хосе Шаркс
- Едмонтон Ойлерс

#### Зміни після сезонів 1993—1995
- Калгарі Флеймс, Едмонтон Ойлерс, Лос-Анджелес Кінгс, Сан-Хосе Шаркс і Ванкувер Канакс прибули з дивізіону Смайт.
- Нову команду Майті Дакс оф Анагайм прийнято в склад дивизіону.

### 1995—1998
- Майті Дакс оф Анагайм
- Ванкувер Канакс
- Колорадо Аваланч
- Калгарі Флеймс
- Лос-Анджелес Кінгс
- Сан-Хосе Шаркс
- Едмонтон Ойлерс

#### Зміни після сезонів 1995—1998
- Квебек Нордікс переїхав до міста Денвер у штаті Колорадо, і змінила назву команди на Колорадо Аваланч.

### 1998—2006
- Анагайм Дакс
- Даллас Старс
- Лос-Анджелес Кінгс
- Сан-Хосе Шаркс
- Фінікс Койотс

#### Зміни після сезону 1997—1998
- Калгарі Флеймс, Колорадо Аваланч, Едмонтон Ойлерс і Ванкувер Канакс ввійшли у склад нового Північно-Західного дивізіону
- Даллас Старс і Фінікс Койотс прибули з Центрального дивізіону.

### Зміни у сезоні 2006—2013
- Команду Майті Дакс оф Анагайм перейменовано на Анагайм Дакс.

### 2013—2014
- Анагайм Дакс
- Фінікс Койотс
- Ванкувер Канакс
- Калгарі Флеймс
- Лос-Анджелес Кінгс
- Сан-Хосе Шаркс
- Едмонтон Ойлерс

Даллас Старс переведено до Центрального дивізіону

### 2014—2017
- Анагайм Дакс
- Аризона Койотс
- Ванкувер Канакс
- Калгарі Флеймс
- Лос-Анджелес Кінгс
- Сан-Хосе Шаркс
- Едмонтон Ойлерс

Фінікс Койотс змінив назву на Аризона Койотс

### З 2017
Дивізіон поповнив Вегас Голден Найтс.
- Анагайм Дакс
- Аризона Койотс
- Ванкувер Канакс
- Вегас Голден Найтс
- Калгарі Флеймс
- Лос-Анджелес Кінгс
- Сан-Хосе Шаркс
- Едмонтон Ойлерс

#### Зміни після сезону 2020—2021
- «Аризона Койотс» переведено до Центрального дивізіону.
- Дивізіон поповнив «Сіетл Кракен».

### З 2021
- Анагайм Дакс
- Ванкувер Канакс
- Вегас Голден Найтс
- Едмонтон Ойлерс
- Калгарі Флеймс
- Лос-Анджелес Кінгс
- Сан-Хосе Шаркс
- Сіетл Кракен

## Переможці дивізіону
- 1994 — Калгарі Флеймс
- 1995 — Калгарі Флеймс
- 1996 — Колорадо Аваланч
- 1997 — Колорадо Аваланч
- 1998 — Колорадо Аваланч
- 1999 — Даллас Старс
- 2000 — Даллас Старс
- 2001 — Даллас Старс
- 2002 — Сан-Хосе Шаркс
- 2003 — Даллас Старс
- 2004 — Сан-Хосе Шаркс
- 2005 — сезон не відбувся через локаут
- 2006 — Даллас Старс
- 2007 — Анагайм Дакс
- 2008 — Сан-Хосе Шаркс
- 2009 — Сан-Хосе Шаркс
- 2010 — Сан-Хосе Шаркс
- 2011 — Сан-Хосе Шаркс
- 2012 — Фінікс Койотс
- 2013 — Анагайм Дакс
- 2014 — Анагайм Дакс
- 2015 — Анагайм Дакс
- 2016 — Анагайм Дакс
- 2017 — Анагайм Дакс
- 2018 — Вегас Голден Найтс
- 2019 — Калгарі Флеймс
- 2020 — Вегас Голден Найтс
- 2022 — Калгарі Флеймс
- 2023 — Вегас Голден Найтс
- 2024 — Ванкувер Канакс
- 2025 — Вегас Голден Найтс

## Володарі кубка Стенлі
- 1996 — Колорадо Аваланч
- 1999 — Даллас Старс
- 2007 — Анагайм Дакс
- 2012 — Лос-Анджелес Кінгс
- 2014 — Лос-Анджелес Кінгс

## Число перемог у дивізіоні за командою
| Команда            | Число перемог у дивізіоні | Рік останньої перемоги |
| ------------------ | ------------------------- | ---------------------- |
| Сан-Хосе Шаркс     | 6                         | 2011                   |
| Анагайм Дакс       | 6                         | 2017                   |
| Даллас Старс       | 5                         | 2006                   |
| Калгарі Флеймс     | 4                         | 2022                   |
| Вегас Голден Найтс | 4                         | 2025                   |
| Колорадо Аваланч   | 3                         | 1998                   |
| Фінікс Койотс      | 1                         | 2012                   |
| Ванкувер Канакс    | 1                         | 2024                   |